# Résolution 176 du Conseil de sécurité des Nations unies
Membres permanents
- Chine (Taïwan)
- États-Unis
- France
- Royaume-Uni
- URSS

Membres non permanents
- Chili
- Ghana
- Irlande
- Roumanie
- RAU
- Venezuela

Résolution no 175 Résolution no 177
La Résolution 176 est une résolution du Conseil de sécurité de l'ONU votée le 4 octobre 1962 lors de la 1020e séance du Conseil de sécurité concernant  l'Algérie et qui recommande à l'Assemblée générale des Nations unies d'admettre ce pays comme nouveau membre.

## Vote
La résolution est approuvée à 10 voix contre 0, l'abstention est celle de la Chine. L'Algérie devient le 109ème membre des Nations-Unies,,.

## Contexte historique
La participation du FLN lors de la conférence des pays non-alignés en avril 1955 à Bandung (Indonésie) marque le début d'une diplomatie algérienne axée vers l'indépendance de l'Algérie. Trois mois après cette conférence 14 pays d'Afrique et D'asie demandant l'inscription de la question algérienne à l'ordre dujour de la Xème session de l’assemblée générale.
L’Algérie est devenue indépendante à l’issue d’une guerre longue et coûteuse contre la présence coloniale (française), une présence qui dura 132 ans, et qui prit fin officiellement le 3 juillet 1962 ; transfert de souveraineté entre la France et l'exécutif provisoire de l'état algérien du 6 juillet 1962. Le GPRA, qui a refusé le 3 juillet la démission de l'exécutif provisoire, fixe la fête de l'indépendance au 5 juillet, jour du 132e anniversaire de la signature de la convention entre le Dey d'Alger et le Comte de Bourmont. Cette indépendance a été acquise politiquement à la faveur du référendum d'autodétermination prévu par les accords d’Évian, et par le biais duquel les Algériens se prononcèrent massivement pour l’indépendance de l’Algérie (issu de l'article Algérie). À la suite de cette indépendance, l'Algérie demande son admission à l'ONU,,.

## Texte
- Résolution 176 Sur fr.wikisource.org
- Résolution 176 Sur en.wikisource.org